# Pataktanya
Pataktanya (ukránul: Плоский Потік) falu Ukrajnában, Kárpátalján, a Munkácsi járásban.

## Fekvése
Szolyvától északnyugatra, Turjasebestől keletre fekvő település.